# Ali Klemt
Ali Klemt (31 de Agosto de 1979) é uma comunicadora, conhecida do grande do público por integrar a bancada do Atualidades Pampa, desde 2020. O programa, eleito por três vezes consecutivas o melhor da televisão no estado, aborda factuais políticos e econômicos da atualidade.
Esteve à frente do programa feminino Aliadas com Ali Klemt, veiculado pela Tv Pampa. As pautas ligadas à mulher e às crianças incentivaram a criação do Instituto Aliadas, associação sem fins lucrativos que tem como objeto a defesa e o fortalecimento dessa população. 

## Formação e carreira jurídica
Ali Klemt formou-se em Direito pela PUCRS em 2002. Trabalhou como advogada até 2010 e, na sequência, atuou como assessora jurídica até 2017.
É Mestre em Memória Social e Bens Culturais pela Unilasalle, onde defendeu, em 2011, a inclusão da Moda como setor passível de ser beneficiado pela lei de incentivo estadual. 

## Transição para a mídia
Em 2018, iniciou sua trajetória na comunicação televisiva como apresentadora na RDC TV, no programa Virou Moda. Desde fevereiro de 2020, integra a bancada do programa Atualidades Pampa, da TV Pampa.

## Atuação atual e reconhecimentos
Além de apresentar os programas Virou Moda, Atualidades Pampa e o talk show Aliadas (estreado em junho de 2022), Ali Klemt é CEO da Aliadas Company, idealizadora do Prêmio Aliadas – evento que já contou com duas edições, com renda revertida para iniciativas sociais no RS.

## Empreendedorismo e impacto social
Ali é fundadora da Aliadas Company, empresa de desenvolvimento profissional, e idealizadora do Prêmio Aliadas, evento que reconhece mulheres de destaque e destina sua arrecadação a iniciativas de impacto social no Rio Grande do Sul.

## Vida pessoal
Ali Klemt é casada com Patrick Klemt desde 2009. Tem dois filhos, Thomas e Henri.

## Prêmios e reconhecimentos
- Indicada ao Prêmio Press como melhor apresentadora de televisão (2019 e 2021)[4]
- Homenageada no Museu do Louvre por sua contribuição ao fortalecimento da potência feminina (2023)[5]